# یوشیکازو فوجیموتو
یوشیکازو فوجیموتو (ژاپنی: 藤本 義一؛ زادهٔ ۱۳ دسامبر ۱۹۷۲) یک بازیکن فوتبال اهل ژاپن است.
از باشگاه‌هایی که در آن بازی کرده‌است می‌توان به باشگاه فوتبال کاشیما آنتلرز اشاره کرد.